# Karbennings församling
Karbennings församling var en församling i Västerås stift och i Norbergs kommun i Västmanlands län. Församlingen uppgick 2010 i Norberg-Karbennings församling.

## Administrativ historik
Församlingen bildades 1686 genom en utbrytning ur Västerfärnebo församling som den därefter till 1816 ingick i pastorat med. Från 1816 till 1850 var församlingen annexförsamling i pastoratet Västervåla och Karbenning, för att därefter till 1962 utgöra ett eget pastorat. Från 1962 till en tidpunkt före 2003 annexförsamling i pastoratet Västerfärnebo, Fläckebo och Karbenning, för att därefter till 2010 vara annexförsamling i pastoratet Norberg och Karbenning. Församlingen uppgick 2010 i Norberg-Karbennings församling.

## Kyrkor
- Karbennings kyrka